# Język benyadu’
Język benyadu’, także: balantian, balantiang, njadu, nyadu – język austronezyjski używany w indonezyjskiej prowincji Borneo Zachodnie, w kabupatenach Bengkayang i Landak, blisko granicy z malezyjskim stanem Sarawak. Według danych z 2007 roku posługuje się nim 54 tys. osób.
Jest zapisywany alfabetem łacińskim.